# 梁上燕
梁上燕（Leung, Sheung Yin），活躍於1939年至1951年的香港粵語片女明星，銀幕處女作粵語喜劇《風騷博士》（1939年）；息影作粵語喜劇《桃花運》（1951年，飾演梁春燕），參演廿多齣粵語電影。梁上燕與曾留學日本的廣東省番禺縣沙灣鎮「何生利農場」少東何邦仇在第二次世界大戰期間同居，在1947年由香港到廣州法院，控告何邦仇，指控他寒盟背約不履行結婚，請求解除婚約 及索償20,000元。1947年11月9日（星期日）獲判准許解除婚約。何邦仇在1949年3月24日（星期四）晚上9時搭乘「和平輪」從廣州來香港，航行至晚上10時經瀝滘河觸及中國共產黨放置的水雷沉沒，船上400多乘客死傷，何邦仇慘被椅桌壓死，死時手指上戴有一枚港幣4萬多元的3卡鑽石戒指，同船表演粵曲的歌伶張月兒則脫險。

## 外部連結
- 香港電影資料館：梁上燕演出電影的記錄[永久]
- 香港影庫：梁上燕 （页面存档备份，存于）